# Susap
Susap (Tok Pisin, von englisch jew’s harp), auch bibo (Hiri Motu), ist eine idioglotte Rahmenmaultrommel aus Bambus in einer Form, die nur in Neuguinea und den umliegenden, zu Melanesien gehörenden Inseln vorkommt. Die unter vielen regionalen Namen bekannte Maultrommel wird überwiegend an einer am dicken unteren Ende befestigten Schnur angezupft. Wegen ihres leisen Tons ist sie das typische Soloinstrument für Männer und Jungen primär zur Liebeswerbung und ferner zur eigenen Unterhaltung. Häufig werden beim Spiel Sprachmuster verwendet, um die Illusion einer sprachlichen Verständigung mit musikalischen Mitteln zu erzeugen.

## Herkunft und Verbreitung

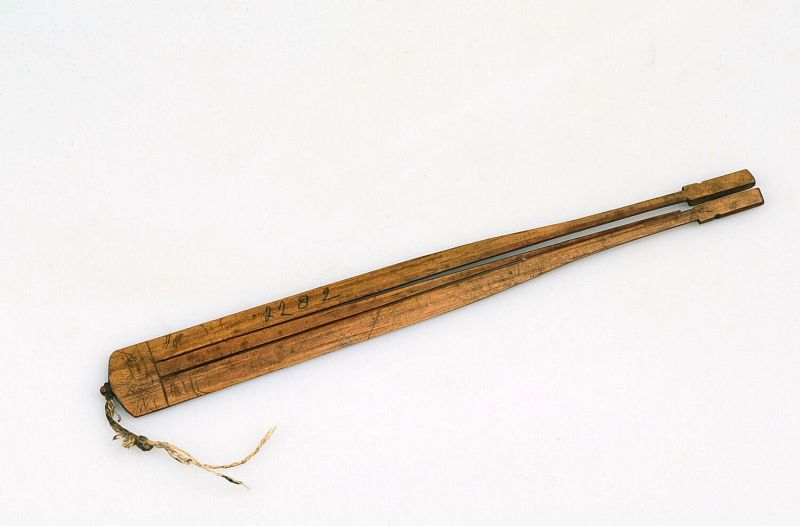
Schlanke flaschenförmige Bambusmaultrommel mit keilförmiger Zunge und Schnur aus Flores, die dem Typ der susap entspricht. Vor 1890

Idioglott bedeutet, dass Zunge und Rahmen aus demselben Material herausgeschnitten wurden. Idioglotte Rahmenmaultrommeln sind hauptsächlich in Melanesien und Südostasien verbreitet, wo sie in Indonesien und Malaysia unter dem Namen genggong am bekanntesten sind, ferner in Nordasien, wo sich ihr Verbreitungsgebiet mit dem der qopuz und ähnlich genannten Bügelmaultrommeln überschneidet. Innerhalb Ozeaniens sind Maultrommeln am weitesten in der Musik Neuguineas und der anderen melanesischen Inseln verbreitet. Im Osten erstreckt sich das melanesische Verbreitungsgebiet bis zur Insel Nggela, die zu den Salomonen gehört, und im Südosten bis Neukaledonien. Während die Menge und Vielfalt der Musikinstrumente in Melanesien von Westen nach Osten abnimmt, sind oder waren Maultrommeln auch in den an materieller Kultur ärmeren Gebieten anzutreffen.
Beide Typen von Maultrommeln sind nach der Hornbostel-Sachs-Systematik Zupfidiophone und unterscheiden sich grundlegend nach Form und Spielweise. Bei den Rahmenmaultrommeln liegen Zunge und Rahmen in einer Ebene, wobei die Zunge gerade und kürzer als der Rahmen ist. Die Zunge lässt sich deshalb nicht direkt mit dem Finger anregen, weshalb diese einfachen Maultrommeln meist mit einer am Rahmen oder an der Zungenbasis befestigten Schnur gezupft und so in Schwingung versetzt werden. Anders als bei den Bügelmaultrommeln mit aufgebogener, über den Bügel hinausragender heteroglotter (separater) Zunge zeigt die Zungenspitze stets in Richtung der Hand, die das Instrument hält.
Curt Sachs (1940) zählt die Maultrommeln in seiner kulturellen Einordnung der Musikinstrumente unter anderem mit Reibtrommeln, Gefäßrasseln, Quertrompeten und Xylophonen zur jüngsten von drei Schichten des Neolithikums. In seiner Studie zu Maultrommeln von 1917 stuft Sachs Rahmenmaultrommeln als weniger komplex als die Bügelmaultrommeln und damit als entwicklungsgeschichtlich älter ein, auch weil sie ohne Kenntnis der Metallverarbeitung auskommen. Als Vorstufe der Rahmenmaultrommeln in Ozeanien erkennt Sachs ein acht Zentimeter langes Röhrchen von den Marquesas-Inseln, das an einem Ende gabelförmig eingeschnitten ist und eine dünne Zunge besitzt, die etwas über das Rohrende hinausragt. Die Zunge schlägt beim Anzupfen gegen die Rohrteile und gibt die Schwingungen an den Mundraum weiter. Den Namen dieses Instruments gibt Sachs mit utete an. Utete ist einer der Namen für Maultrommeln auf den Marquesas und bezeichnete dort früher auch einen Mundbogen, entsprechend ukeke für beide Instrumententypen auf Hawaii. In seiner „typologischen Vorstudie“ teilt Sachs die Rahmenmaultrommeln nach Merkmalen ihrer Form ein und unterstellt dabei in einem evolutionistischen Ansatz eine stetige Verfeinerung von einfachen zu komplexen Formen wie er zur damaligen Kulturkreislehre gehörte. Damit lassen sich auch Aussagen zu möglichen Verbreitungswegen der Rahmenmaultrommeln treffen.
Unter den idioglotten Maultrommeln gehört die susap zu den ausschließlich in Melanesien verbreiteten „Bambusmaultrommeln mit Keilzunge und Schnur“. Bei diesem Typ verjüngt sich die Zunge gleichmäßig bis zu einer Spitze, ebenso wie der Rahmen, der keilförmig die Zunge überragt. Diese Maultrommeln sind meist über 20 Zentimeter lang und am unteren Ende relativ breit. Die starke Keilform ist nötig, damit das obere Ende bequem an den Mund gelegt werden kann. Eine gerade äußere Keilform („Rübenform“) stellt die einfachste und damit nach Sachs älteste Umsetzung der Anforderungen an den Instrumententyp dar. Das spitze Rahmenende wurde in der Mitte gespalten, um die Herstellung zu vereinfachen, und anschließend mit einer Pflanzenfaser zusammengebunden. Die Schnur zum Anzupfen ist durch ein Loch im dicken Ende gezogen. Ein solches „Instrument primitivster Art“ beschreibt der Marinestabsarzt Börnstein (1916) für Neumecklenburg und gibt den Namen ngab an. Die von ihm abgebildete Maultrommel, auf die sich Sachs bezieht, ist 22,5 Zentimeter lang. Auf der Willaumez-Halbinsel wurde diese Maultrommel gelegentlich als Kamm in den Haaren getragen.

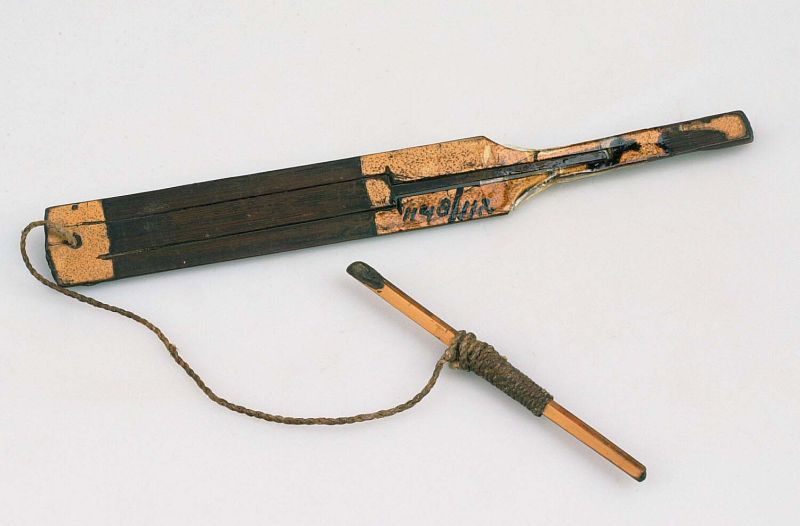
Maultrommel weto aus Palmholz von Zentralflores mit einer stark ausgeprägten Flaschenform und einer gestuften Stumpfzunge, die dem indonesischen Typ der genggong entspricht. Vor 1937

Ein ebenso einfacher Typ, der in Nordostindien und verstreut in Südostasien vorkommt, ist die „Bambusmaultrommel mit Stumpfzunge und Schnur“. Die auf den Sundainseln einschließlich Bali bekannte genggong ist eine „Bambusmaultrommel mit Stufenzunge und Schnur“, bei der, um gegenüber den vorgenannten Typen das Schwingungsverhalten der Zunge zu verbessern, die Spitze zunächst einseitig, später beidseitig durch eine rechteckige Abstufung verjüngt wurde. Über die asymmetrische Zwischenform, für die Beispiele unter anderem aus Java und Südost-Sulawesi erhalten sind, führt die Entwicklung zu symmetrischen Stufenzungen. Rahmenmaultrommeln mit Stufenzungen klingen lauter und sind leichter zu spielen als die älteren Typen mit Keilzunge oder Stumpfzunge.
In Anlehnung an die alte Keilform kann der Rahmen flaschenförmig sein. Die Flaschenform des Rahmens, etwa bei der Maultrommel weto auf der Insel Flores, stellt eine Weiterentwicklung des keilförmigen Rahmens dar, indem sie ein stabiles breites unteres Ende, an dem die Schnur befestigt ist, und eine schlanke Spitze, die an die Lippen passt, vereint.
Eine Bambusmaultrommel mit Stufenzunge und einem langen schlanken Handgriff, mit dem sich das Instrument am spitzen Ende besser halten lässt, ist die hun in der nordostthailändischen Region Isan. Sie ist mit der 24 Zentimeter langen angkuoch in Kambodscha verwandt, deren Zunge mit einem Tropfen Bienenwachs gestimmt wird. Auch die Dusun auf Borneo verwenden für ihre halb so lange, aus einem Palmwedel gefertigte bungkau Bienenwachs, um die Tonhöhe zu senken. Im Norden der Philippinen sind idioglotte Rahmenmaultrommeln aus Bambus als afiw und mit zahlreichen weiteren Namen bekannt.
Bügeltrommeln aus Metall, wie sie in Europa, Nordasien (qopuz) und Indien (morsing) üblich sind, wurden durch die Europäer nach Melanesien eingeführt. Europäische Bügelmaultrommeln aus Metall gelangten mit den Europäern während der Kolonialzeit auch nach Mikronesien. Die auf der dortigen Insel Pohnpei früher gespielte Bambusrahmenmaultrommel ist als susap und mit dem lokalen Namen didipwiapw bekannt. Raymond F. Kennedy (1972) berichtet von einem noch aktiven Maultrommel-Ensemble auf dem Pohnpei benachbarten Pingelap-Atoll.
Maultrommeln gab es in Mikronesien außerdem auf Palau, den zentralen Karolinen-Inseln und auf Chuuk. Auf den Marianen und den Karolinen besaßen die Bambusmaultrommeln eine Stufenzunge, einen Griff und auf der anderen Seite einen Dorn, an dem das Instrument anstelle der Schnur gezupft wurde. Auf der Insel Guam hieß die längst verschwundene Bambusmaultrommel belemban-batchot. Sie wurde vor den halb geöffneten Mund (batchot) gehalten und mit dem Finger an der Zungenspitze angeregt. Hatten die Bügelmaultrommeln mit den anderen kolonialzeitlichen Importen wie Gitarre, Akkordeon und Ukulele bis Anfang des 20. Jahrhunderts die wenigen einheimischen Musikinstrumente in Mikronesien verdrängt, so sind diese europäischen Instrumente selbst heute weitgehend verschwunden. An ihre Stelle sind zusammen mit einigen verbliebenen Gitarren elektronische Keyboards getreten. Die einheimischen Instrumente Bambusmaultrommel, Schwirrblatt (englisch leaf whizzer, auf Pohnpei parar) und eine Sanduhrtrommel (aip) sind kaum noch zu hören.
Von Polynesien wurden zwei einfache Formen von Maultrommeln beschrieben. Eine idioglotte Maultrommel aus einem Blatt, von dem die Mittelrippe als Zunge herausgelöst wurde, ist in Westpolynesien bis zu den Cookinseln verbreitet. Die Mittelrippe steht am Rand über und wird mit dem Finger direkt gezupft. In Tonga heißt diese Maultrommel utete, nach einer Beschreibung aus den 1920er Jahren wurde sie von kleinen Mädchen und Jungen gespielt. Die zweite Form ist heteroglott: Bei der roria der Maori in Neuseeland wurde eine austauschbare elastische Zunge (aus Ripogonum scandens, einer Lianenart, Maori kareao) auf einem runden Stück Holz mit einer Schnurwicklung befestigt und mit dem Finger angezupft. Die von Hawaii (ukeke) und den Marquesas (utete, tioro oder tita’apu) bekannten Bambusmaultrommeln sind ebenfalls heteroglott und werden an der Zungenspitze angeregt. Auf den Marquesas werden sie Moulin (1997) zufolge noch von wenigen älteren Frauen gespielt.

## Bauform und Spielweise
Die Form der susap ist in ganz Melanesien ähnlich. Ein Bambusrohrabschnitt mit einem Sprossknoten an einer Seite wird vom offenen Ende bis zum Knoten längs eingeschnitten und ein Teil der Röhre entfernt. Regional wurde auch ein halbiertes Bambusrohr verwendet. Das verbleibende Bambusstück bildet vom breiten kreisrunden Ende ausgehend eine spitz zulaufende Rinne, aus der in der Mitte eine sich über die ganze Länge gleichmäßig verjüngende Zunge herausgeschnitten wird, die nur am Knoten mit dem Rahmen verbunden bleibt. Das durch den Einschnitt zweigeteilte spitze Ende des Rahmens wird meist mit einer Schnurwicklung zusammengebunden. Nur in Westneuguinea blieben die Rahmenenden früher unverbunden. Nach dem Umriss der Breitseite wurde dieser Maultrommeltyp in der ersten Hälfte des 20. Jahrhunderts als „Rübenmaultrommel“ katalogisiert. Manche Maultrommeln sind mit eingebrannten geometrischen Linien verziert. Aus dem Wahgi-Tal in der Western Highlands Province stammen mit konzentrischen Rauten verzierte Maultrommeln. Solchen geometrischen Formen liegt mutmaßlich eine kosmische Symbolik zugrunde.
Häufig sorgt ein Wachstropfen an der Zungenspitze dafür, dass die Zunge langsamer und stärker schwingt. Im Norden Westneuguineas wurde die Zunge manchmal nicht ausgeschnitten, sondern später an das Bambusstück angesetzt. Eine weitere Abweichung sind manche schmalere Maultrommeln im Süden und Westen Neuguineas, die nicht aus Bambus, sondern aus Palmholz angefertigt werden. In den meisten Fällen ist eine Schnur an einem Loch am unteren Ende befestigt, mit der das Instrument angezupft wird. Anders als mit dieser üblichen Spielweise sind Maultrommeln von der Nordküste Neuguineas, den Admiralitätsinseln, den südlichen Salomonen und der Torres-Straße bekannt, bei denen die Schnur an der Zungenbasis festgebunden ist.
Die Maultrommel wird am schlanken Ende, wo sich die Zungenspitze befindet, in der Hand gehalten und dort gegen die Lippen gedrückt. Üblicherweise wird der Ton durch Zupfen mit der Schnur in der anderen Hand erzeugt. Eine seltener praktizierte Spieltechnik ist, das breite Ende mit einer Hand zu bewegen und dabei das Instrument mit der Zungenbasis auf den Handrücken der anderen Hand zu schlagen. Vereinzelten Berichten zufolge soll die Zunge auch angeblasen worden sein. So erwähnt der Ethnograph Ernst Frizzi (1914) auf Bougainville eine etwa 25 Zentimeter lange rübenförmige Maultrommel, bei der durch periodisches Ziehen an der Schnur und gleichzeitiges Blasen auf die Zunge ein feiner gleichbleibender Ton erzeugt wurde. Allgemein wird der Grundton, der sich aus dem Schwingungsverhalten der Zunge ergibt, durch das veränderte Volumen des als Resonanzverstärker dienenden Mundraums im Klang modifiziert.

## Kulturelle Bedeutung und Mythen
Noch 1950 schreibt Jaap Kunst, wie zuvor 1931 in einer anderen Veröffentlichung, das einzige Musikinstrument einiger Papuagruppen im zentralen Bergland von Westneuguinea (Sudirman-Gebirge) sei die Maultrommel. In Melanesien dient die Maultrommel wie in vielen anderen Regionen nach alter Tradition hauptsächlich als ein leises, solistisch eingesetztes Musikinstrument zur Liebeswerbung von Jungen und Männern. Die feinen Klangvariationen erwecken die Vorstellung einer sprachlichen Kommunikation und schaffen eine soziale Beziehung zwischen Freunden und Liebenden. Die Rolle der susap reicht von der schlichten Unterhaltung zum eigenen Vergnügen über die Liebeswerbung bis hin zum magischen Liebeszauber. Frauen spielen dagegen bevorzugt den Mundbogen. Bei der Bannoni-Sprachgruppe auf der Insel Bougainville werden beide Instrumente mit dem einen Wort bekuru benannt (ihr Mundbogen ist heute verschwunden). In einer Erzählung der Bannoni erlernte ein Mann namens Marere das Maultrommelspiel von einem Fremden. Frauen waren so angetan von dem Spiel, dass sie, anstatt zum Fischen zu gehen, mit Marere Sex haben wollten. Um den Ehemännern dieser Frauen zu entkommen, warf Marere seine Maultrommel weg und verwandelte sich in einen Stein, sodass die bekuru seitdem von allen Männern gespielt werden kann.
Nach einem anderen Ursprungsmythos, der 1924 von der Gazelle-Halbinsel mitgeteilt wurde, stahl ein Mann die erste Maultrommel von den bösen Geistern (tabaran). Er gab sie den Geistern solange nicht zurück, bis diese ihm den Liebeszauber verrieten, der durch das Instrument gesprochen werden soll. Später stellte er selbst Maultrommeln her, die er den Männern des Dorfes überließ:

„Und er machte ihnen welche. Und er sang ihnen den Liebeszauber vor. Und sie nahmen sie. Und sie spielten sie. Und die Frauen hatten sie gerne, und sie waren den Männern zu Willen.“

Damit das Maultrommelspiel der Männer die gewünschte Wirkung entfaltete, leisteten im Hintergrund ihre Schutzgeister (turagan) Überzeugungsarbeit. Auch in anderen Erzählungen folgt die Frau dem verzaubernden Klang einer Maultrommel. In diesen Zusammenhang gehört die mehrfach im westlichen Ozeanien belegte Vorstellung von der Maultrommelzunge als Penis. In der (zu den Trans-Neuguinea-Sprachen gehörenden) Angan-Sprache Wajokeso-Ampale in der Morobe Province bedeutet tompupae „Maultrommel“ und „Penis“.
Die in Melanesien erhaltene Verwendung der Maultrommel zum Übermitteln von Liebesbotschaften, wie etwa in der nördlichen Alpenregion bis Anfang des 20. Jahrhunderts beim Fensterln, war früher in Asien weiter verbreitet. In ähnlich ritualisierter Bedeutung wie in Melanesien wurde die Maultrommel zumindest noch in der zweiten Hälfte des 20. Jahrhunderts bei den Naxi in Südchina von Jungen eingesetzt, die eine besondere Maultrommel k’a-kwuo-kwuo mit drei Zungen von unterschiedlicher Tonhöhe zu diesem Zweck vor einem Mädchen spielten. Die Rolle der Maultrommel bei der Liebeswerbung ging in Melanesien auch in Kinderlieder ein, wie Geza Roheim berichtet, der sich 1930 auf der Insel Normanby (in der Milne Bay Province) aufhielt. Bei einem Rollenspiel sollten die Kleinkinder sich als Mann und Frau ansprechen, auf die Jagd gehen und ein „Schwein“ (irgendein kleines Tier, mwagauya, etwa ein Opossum oder den Hund des Vaters) fangen. Die Spielhandlung vermischt die Elemente von Liebeswerbung und Jagd. War das „Schwein“ beigebracht, sangen die Kinder: „Die Jäger / ich werde Maultrommeln machen / ich spiele Flöte / ich fing ein mwagauya / die Jäger.“
Bei den Volksgruppen der Mountain Ok (auch Min), die im zentralen Hochland von Neuguinea beidseits der Staatsgrenze siedeln, müssen Jungen das Spiel auf der Maultrommel im Verlauf der fünf bis sieben Stadien der anstrengenden und einer komplexen Symbolik folgenden Initiation erlernen.
In der Eastern Highlands Province gilt das Spiel von Maultrommeln und Panflöten für erwachsene Männer als unangemessen, weil sie der Brautwerbung dienen. Beides sind Instrumente für heranwachsende Jungen, die beim Spiel den Namen des Mädchens aussprechen. Traditionell werden in dieser Provinz Maultrommeln Vida Chenoweth (1998) zufolge vor den Blicken der Frauen ferngehalten (ein Meidungsgebot, das in der Region früher vielfach für Flöten oder Schwirrhölzer galt, vgl. das Reibholz lounuat). Hans Fischer (1958) erklärt jedoch, dass gegenüber Frauen generell keine Verbote gelten, auch wenn die Maultrommel ein „Männer- und Knabengerät“ ist. Dennoch verweist Fischer auf eine 1935 aufgezeichnete mythische Erzählung aus Bougainville im Gebiet der Buka-Passage. Darin geht es um den Übergang der Maultrommel von einem ursprünglichen Frauen- zu einem Männerinstrument: Eine Frau lockte mit dem Spiel auf ihrer Maultrommel pokopoko einen Mann an. Der Mann spielte den Mundbogen kongkongo, über dessen quäkenden Ton sich die Frau beklagte. Also fertigte die Frau aus einem Schilfrohr und einem Faden eine Maultrommel. Als der Mann den schönen Klang hörte, wollte er die Maultrommel haben, die Frau verbarg sie jedoch und wollte sie nicht hergeben. Als die Frau später wieder das schön klingende Instrument spielte, versteckte sich der Mann, verfolgte die Frau, entwendete ihr die Maultrommel und überließ ihr dafür seinen kongkongo. Schließlich heirateten die beiden. Derartige Herkunftsmythen liegen üblicherweise den vor Frauen geheimgehaltenen Ritualinstrumenten zugrunde.
In einer Erzählung mit umgedrehten Geschlechterrollen von den zum Staat Salomonen gehörenden Inseln Mono und Alu ging der Häuptling eines Tages auf die Schweinejagd, bis er in ein Dorf kam, in dem eine Maultrommel spielende Frau namens Kitolo lebte, die sagte, aus dem Meer zu kommen. In der Nacht schlief er bei ihr und kehrte erst am nächsten Abend zu seinen beiden Frauen zurück. Beim nächsten Besuch nahm er Kitolo mit zu sich nach Hause und machte sie zu seiner neuen Frau. Weil nur sie für den Häuptling sorgen durfte, waren die anderen Frauen verärgert und beschwerten sich bei Kitolo, die deshalb ins Meer sprang und ins Dorf ihres Vaters zurückkehrte. In einer anderen Erzählung der Mono-Alu-Tradition wird erklärt, dass die Männer früher die Maultrommel makomako und die Frauen die Panflöte efu spielten. Als ein Mann die Panflöte einer im Garten arbeitenden Frau stahl, nahm die Frau im Gegenzug dessen Maultrommel an sich. Die Geschichte endet ohne weitere Moral.
Eine Tiergeschichte, die Augustin Krämer 1907 an der Ostküste von Neuirland aufzeichnete, erklärt, wie die lauten Fluggeräusche des Papuahornvogels zustande kommen: als Strafe für den Diebstahl der Maultrommel, wobei der Flughund tatsächlich leise fliegt:

„Der Flughund saß mittags auf einem Baum und spielte die Maultrommel (ngap). Ein Nashornvogel (ngok) sah zu und sagte: ,Wir wollen unsere Maultrommeln (susap) tauschen.‘ Als der Nashornvogel die Maultrommel des Flughundes hatte, flog er weg. Der Flughund weinte. Er sagte zu Tomsitsik (einem kleinen Vogel): ‚Hole doch einen Dorn von der kaukau-Pflanze und stecke ihn dem Nashornvogel nachts in den After!‘ So geschah es. Der Nashornvogel hatte viele Schmerzen und erbrach seinen Kot. Der Flughund bekam nun die Maultrommel des Nashornvogels und daher (beim Fliegen) die Geräusche des Nashornvogels, und der Nashornvogel hat durch seine Maultrommel nun die Flügelgeräusche des Flughundes.“

## Regionale Formen

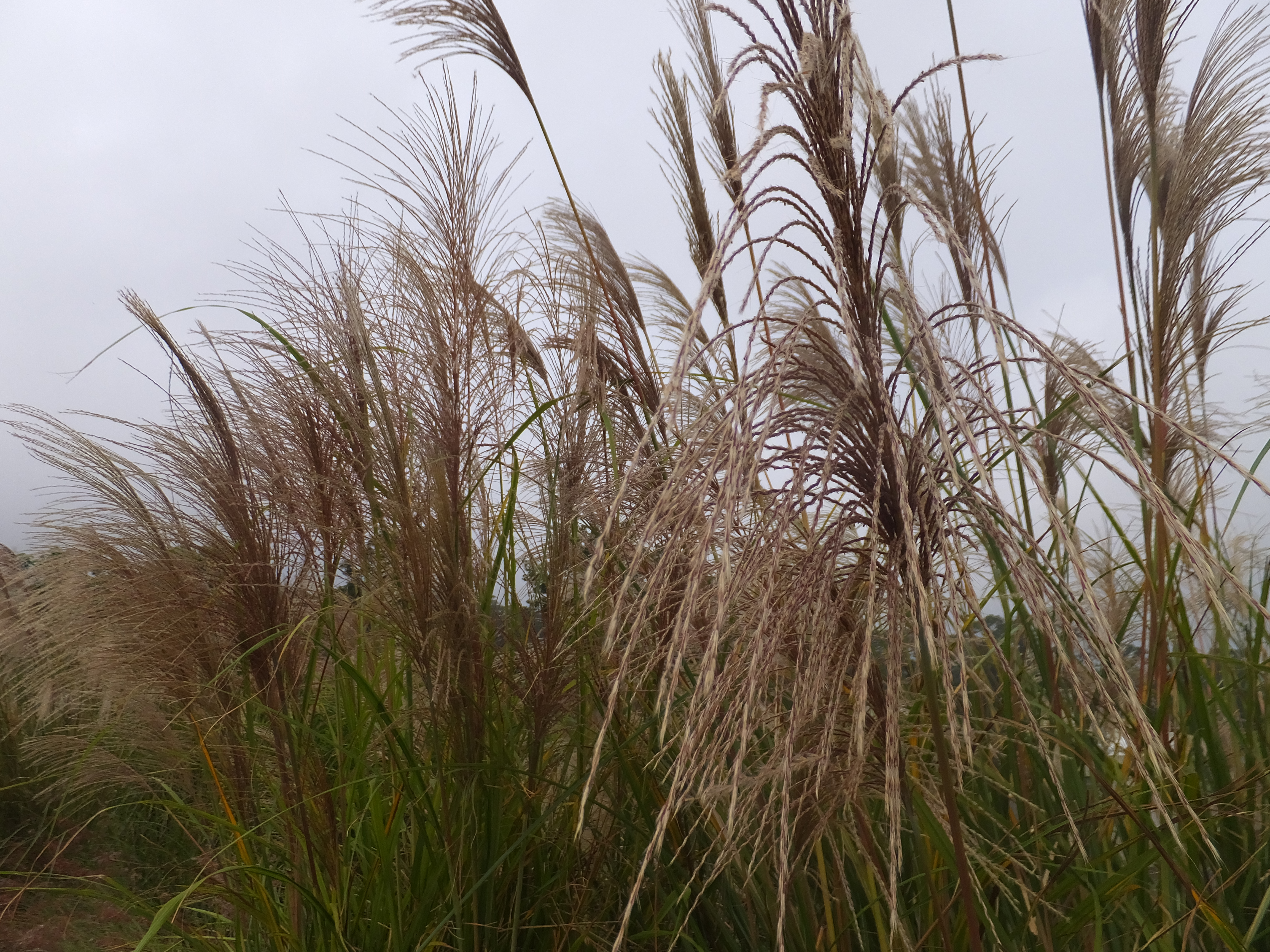
Schilfgras Miscanthus floridulus

In einigen Regionen, etwa an der Nordküste von Westneuguinea, wird die Maultrommel von beiden Geschlechtern zur reinen Unterhaltung gespielt. Bei den Eipo im zentralen Hochland Westneuguineas wächst kein Bambus, weshalb sie Maultrommeln aus dem Schilfgras Miscanthus floridulus herstellen. Die bingkong genannte Maultrommel, die von Männern und Jungen gespielt wird, entspricht in Form und Spielweise den Bambusinstrumenten, ist aber schlanker.

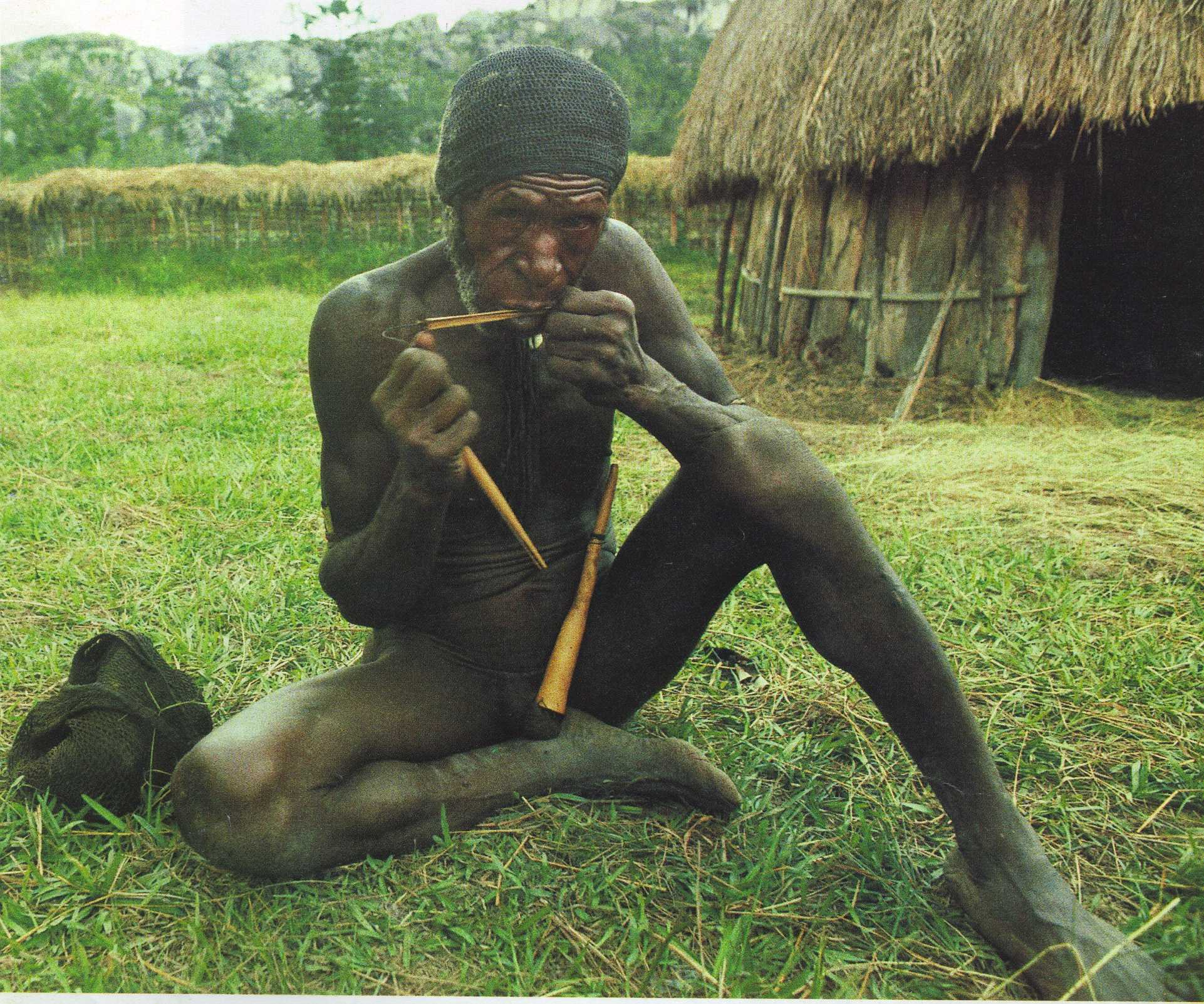
Ein Dani-Mann im Baliem-Tal spielt die Bambusmaultrommel pikon.

Einmal im Jahr findet im Baliem-Tal im Hochland von Westneuguinea (Regierungsbezirk Jayawijaya) ein großes Kulturfest statt, bei dem sich die drei im Tal lebenden Stämme Dani, Yali und Lani zu Scheinkämpfen, Tänzen und Musik treffen. Wettbewerbe finden unter anderem im Bogenschießen, Speerwerfen und im Spiel der Bambusmaultrommel pikon statt. Die pikon ist keilförmig, relativ klein, schlank und besitzt eine Schnur, die an einem Dorn am breiten Ende festgebunden ist. Mit ihr werden die inszenierten Kämpfe, an denen 30 bis 50 Männer teilnehmen, musikalisch begleitet.
In den zentralen Hochlandregionen von Papua-Neuguinea hat die Brautwerbung einen wesentlichen Anteil am zeremoniellen Leben. Um Mount Hagen in der Western Highlands Province führen mehrere Jungen in einer Gruppe jeweils vor einem Mädchen einen Sitztanz auf, begleitet von männlichen Sängern. Anderswo im Hochland tanzen Jungen und Mädchen paarweise oder Jungen singen vor den Mädchen ohne zu tanzen. Bei den Huli in der Southern Highlands Province tragen Jungen zum selben Zweck Verse vor, spielen einen Mundbogen oder eine Maultrommel. Die Huli stellen ihre Maultrommel (hiriyula, híriyùla, auch híliyùla oder yùlambe) aus einer wild wachsenden Bambusart her, die sie mit Asche glänzend reiben. Zur Brautwerbung tragen die männlichen Huli Verse vor und füllen die Gesangspausen mit dem Spiel eines ungewöhnlichen zweisaitigen Musikbogens (gawa) oder einer Maultrommel, deren Klang gleichermaßen durch den Mundraum gestaltet wird.
Das im Nordwesten der Southern Highlands Province lebende Volk der Duna fertigt eine rund 30 Zentimeter lange Bambusmaultrommel mit Keilzunge an, deren spitzes Ende mit einer Schnurwicklung zusammengebunden ist. Die luna hat keine Schnur; der Spieler stößt die Basis der Zunge mit einem Finger von oben gegen den Handballen, während er den Bereich der Zungenspitze zwischen die Lippen hält. Die in derselben Provinz lebenden Bosavi sprechen eine nicht verwandte Sprache, nennen aber ihre Maultrommel ähnlich uluna, was auf eine einheitliche Verbreitung des Instrumententyps in der Region schließen lässt. Die Duna verwendeten neben der schnurlosen luna auch eine Maultrommel mit Schnur ähnlich der hiriyula der Huli. Europäer führten bei den Duna Anfang des 20. Jahrhunderts eine luna khao („weiße luna“) genannte Bügelmaultrommel aus Metall ein, die wegen ihres vielseitigeren und lauteren Klangs sehr beliebt wurde, jedoch als Ritualinstrument ungeeignet erscheint. Eines der wenigen Musikinstrumente der Duna, das auch von Frauen gespielt wird, ist der Mundbogen alima, ein Wort, das auch „Musikinstrument“ allgemein bedeutet. Maultrommel, Mundbogen und Bambus-Panflöten kuluparapu sind die von den Duna mit dem Mund gespielten Instrumente; als solche erscheinen alle drei für eine sprachähnliche Kommunikation geeignet und werden zur Liebeswerbung verwendet. Alima kann in der Duna-Sprache auch „Freund“ und „Freundschaft“ bedeuten – ein sprachlicher Hinweis auf die musikalische Verwendung des Instruments. Die drei Musikinstrumente besaßen bestimmte Funktionen in der mit gesellschaftlicher Isolation verbundenen Initiationsphase haroli palena der Jungen, die dem Kontakt mit Mädchen vorausging.
Bei den Managalasi in der Oro Province sind eine Rohrflöte (hurisia) mit zwei Fingerlöchern und eine Maultrommel (pupuaha) die einzigen solistisch gespielten Instrumente. Die Maultrommel wird auch hier nur von Jungen gespielt.
Bei den Abelam in der East Sepik Province haben abgesehen von der susap die meisten Musikinstrumente eine rituelle Funktion. Auch die Schlitztrommel garamut wird gelegentlich rituell verwendet. Die Iatmul am mittleren Sepik, deren bekanntestes Musikinstrument die Zeremonialtrommel kundu ist, kennen Mundbogen und Maultrommel als Instrumente für die eigene Unterhaltung. Männer und Frauen spielen Maultrommel im Haus oder draußen beim Gehen.
In den Hügeln südlich des mittleren Sepik werden zur Unterhaltung und für Rituale mehrere unterschiedlich lange Längs- und Querflöten aus Bambus ohne Fingerlöcher, die Schlitztrommel garamut, die Felltrommel kundu und eine Bambusmaultrommel gespielt. In den östlichen Sepik-Hügeln wird eine Maultrommel mit Schnur und in den westlichen Hügeln eine ohne Schnur verwendet. Die kleine Ethnie der Waxei in den östlichen Sepik-Hügeln besitzt die Maultrommel taimbagos, die sie zusammen mit der kundu (genannt waguq) von den benachbarten Kapriman erhielten. Die Maultrommel ist rund 20 Zentimeter lang, schmal, flach und besitzt eine Schnur. Die Spieler ahmen mit ihr zur Unterhaltung Vögel nach. An der Nordküste von Papua-Neuguinea in der Madang Province (Rai Coast) sind die üblichen Instrumente für die Unterhaltungsmusik kundu, Längsflöten (Nekgini-Sprache suupi), Schneckenhörner (Nekgini pung), Maultrommeln (tukin) und diverse Rasseln und sonstige Idiophone aus Bambus.
Die hauptsächlichen Blasinstrumente der Baining (auch Kaulong) im Zentrum von Neubritannien sind eine Bambusflöte und verschiedene Panflöten. Die Baining nennen ihre Maultrommel und einen schwarzen Käfer, der ebenfalls als Musikinstrument verwendet wird, lasikakung. Kinder spießen den Käfer mit einem Bein auf einen Zweig und halten ihn wie eine Maultrommel an den Mund, während sie die Flügel des Käfers wie eine Maultrommelzunge mit dem Finger anzupfen. Dadurch entsteht ein mit dem Mundraum verstärkter Ton der schwingenden Flügel. Die Kinder spielen damit kurze Melodien zu ihrer Unterhaltung. Eine entsprechende Verwendung dieses Käfers wird auch von anderen Ethnien berichtet.